# Phaea canescens
Phaea canescens là một loài bọ cánh cứng trong họ Cerambycidae.